# U-422
Unterseeboot 422 foi um submarino alemão do Tipo VIIC, pertencente a Kriegsmarine que atuou durante a Segunda Guerra Mundial.

## Comandantes
| Comandante              | Data                                           |
| ----------------------- | ---------------------------------------------- |
| Oblt. Wolfgang Poeschel | 10 de fevereiro de 1943 - 4 de outubro de 1943 |

## Subordinação
Durante o seu tempo de serviço, esteve subordinado às seguintes flotilhas:
| Período                                       | Flotilha                                  |
| --------------------------------------------- | ----------------------------------------- |
| 10 de fevereiro de 1943 - 31 de julho de 1943 | 8. Unterseebootsflottille (treinamento)   |
| 1 de agosto de 1943 - 4 de outubro de 1943    | 1. Unterseebootsflottille (serviço ativo) |

## Operações conjuntas de ataque
O U-422 participou das seguinte operações de ataque combinado durante a sua carreira:
- Rudeltaktik Leuthen (15 de setembro de 1943 - 24 de setembro de 1943)